# Puccinia leptochloae
Puccinia leptochloae ist eine Ständerpilzart aus der Ordnung der Rostpilze (Pucciniales). Der Pilz ist ein Endoparasit der Nelkenartigengattungen Calandrinia und Talinum sowie des Süßgrases Leptochloa filiformis. Symptome des Befalls durch die Art sind Rostflecken und Pusteln auf den Blattoberflächen der Wirtspflanzen. Sie ist in weiten Teilen Amerikas verbreitet.

## Merkmale

### Makroskopische Merkmale
Puccinia leptochloae ist mit bloßem Auge nur anhand der auf der Oberfläche des Wirtes hervortretenden Sporenlager zu erkennen. Sie wachsen in Nestern, die als gelbliche bis braune Flecken und Pusteln auf den Blattoberflächen erscheinen.

### Mikroskopische Merkmale
Das Myzel von Puccinia leptochloae wächst wie bei allen Puccinia-Arten interzellulär und bildet Saugfäden, die in das Speichergewebe des Wirtes wachsen. Die zylindrischen Aecien der Art besitzen 17–21 × 14–16 µm große, kugelige bis ellipsoide Aeciosporen mit warziger Oberfläche. Die zimtbraunen Uredien des Pilzes wachsen unterseitig auf den Wirtsblättern. Ihre gold- bis zimtbraunen Uredosporen sind 19–26 × 18–24 µm groß, kugelig bis eiförmig und warzig. Die blattunterseitig wachsenden Telien der Art sind schwärzlich, pulverig und früh offenliegend. Sie wachsen in Reihen und fließen oft in bis zu 5 mm langen Strichen zusammen. Die dunkel kastanienbraunen Teliosporen sind ein- bis zweizellig, breitellipsoid und 25–34 × 17–24 µm groß. Ihre Stiele sind golden und bis zu 95 µm lang.

## Verbreitung
Das bekannte Verbreitungsgebiet von Puccinia leptochloae erstreckt sich von Argentinien bis in die südlichen Vereinigten Staaten.

## Ökologie
Die Wirtspflanzen von Puccinia leptochloae sind für den Haplonten Talinum- und Calandrinia-Arten sowie Leptochloa filiformis für den Dikaryonten. Der Pilz ernährt sich von den im Speichergewebe der Pflanzen vorhandenen Nährstoffen, seine Sporenlager brechen später durch die Blattoberfläche und setzen Sporen frei. Die Art verfügt über einen Entwicklungszyklus mit Telien, Uredien, Aecien und Spermogonien und macht einen Wirtswechsel durch.